# 加斯帕尔-古斯塔夫·科里奥利
加斯帕尔-古斯塔夫·科里奥利（法語：Gaspard-Gustave Coriolis，法語發音：[ɡaspaʁ ɡystav kɔʁjɔlis]；1792年5月21日—1843年9月19日）是法国数学家、工程学家、科学家，以对科里奥利力的研究而闻名。 他也是首位将力在一段距离内对物体的效果称为“功”的科学家。

## 生平
加斯帕尔-古斯塔夫·科里奥利生于巴黎。他的父亲在大革命前曾是法国皇家陆军的军官，大革命后到南锡做了工业家。1808年，科里奥利以第二名的成绩考进了法国著名的巴黎综合理工学院。1816年，在父亲逝世之后，科里奥利接受了巴黎综合理工学院的邀请，在那里担任了一个教职。
1829年，科里奥利成为巴黎中央高等工艺制造学校的几何分析及普通物理学教授。同年，他发表了一本名为《机器功效的计算》（Du Calcul de l'Effet des Machines）的教科书，在其中科里奥利对一般意义上的机器进行了研究，并提出了功的概念。1830年革命之后，柯西由于对新的政府持反对态度而拒绝了巴黎综合理工学院的教书职位，综合理工学院转而邀请科里奥利填补他的空缺，但遭到了科里奥利的拒绝，理由是科里奥利希望能够将更多的时间投入到科学研究之中。然而自1832年起，科里奥利开始同亨利·纳维一起在国立桥路学校担任应用物理教授。四年之后纳维耶去世，科里奥利接过了他在中央高等工艺制造学校的教职和法国科学院里院士的位置。
1838年，当时巴黎综合理工学院的教务主任杜隆去世。由于疾病缠身，时任路桥工程师团主席的科里奥利决定不再教学，转而继承杜隆的职位。1843年春，科里奥利的病情加重，几个月后病重去世，葬于蒙帕拿斯公墓。

## 科学生涯
科里奥利的科学研究主要集中在力学和工程数学上，特别是碰撞理论，水力学和功效学等。1829年，经过共同研究，科里奥利和彭赛列在各自发表的著作中正式引进了现在的“功”和“动能”的概念，并讨论了两者之间的关系。
之后的数年中，科里奥利开始将动能和功的概念应用到旋转的系统中。1835年，科里奥利发表了他最为著名的论文：《论多体系统相对运动的方程》（ Sur les équations du mouvement relatif des systèmes de corps ）。在这篇论文中，科里奥利并没有涉及大气层甚至地球的转动，而仅是讨论了转动系统（如水车）中能量的转化和守恒关系。在这篇论文里，科里奥利在数学上给出了一个旋转系统内的惯性力，并将其归为离心力的一个组成部分，称之为“复合离心力”（force centrifuge composée），并将原有的离心力称为“普通离心力”（force centrifuge ordinaire）。这个与离心力不同的“复合离心力”就是现称的科里奥利力。
同年，科里奥利还发表了一篇关于球体碰撞的数学论文：《撞球中的数学理论》（Théorie Mathématique des Effets du Jeu de Billard）, 这篇论文被认为是关于碰撞理论的经典。
科里奥利的名字出现在气象学文献中是始于十九世纪末，然而“科里奥利力”一词直到更晚的20世纪初才开始被应用。今天，科里奥利的名字和气象学紧密联系着，但实际上所有关于大气循环以及气压与风场之间关系的主要成果都与科里奥利的研究无关。

## 纪念
- 科里奥利是七十二位名字被刻在巴黎埃菲尔铁塔之上的法国科学家之一。[10]